# Католицька церква в Джибуті
Като́лицька це́рква в Джабу́ті — друга християнська конфесія Джибуті. Складова всесвітньої Католицької церкви, яку очолює на Землі римський папа. Керується конференцією єпископів. Станом на 2004 рік у країні нараховувалося близько 7000 католиків (1,26% від усього населення). Існувало 1 діоцезій, які об'єднували 6 церковних парафій.  Кількість  священиків — 7 (з них представники секулярного духовенства — 2, члени чернечих організацій — 5), постійних дияконів — 0, монахів — 9, монахинь — 19.